# Sun Jiaxu
Sun Jiaxu (Jilin, 1º giugno 1999) è uno sciatore freestyle cinese, specialista dei salti.

## Biografia
Originario di Jilin e attivo in gare FIS dal gennaio 2017, Sun Jiaxu ha debuttato in Coppa del Mondo il 6 gennaio 2018, giungendo 31º a Mosca. Il 2 marzo 2019 ha ottenuto, a Shimao Lotus Mountain, il suo primo podio, nonché la sua prima vittoria, nel massimo circuito. 

## Palmarès

### Mondiali
- 1 medaglia:
  - 1 argento (salti a squadre a Park City 2019)

### Mondiali juniores
- 2 medaglie:
  - 2 bronzi (salti a Chiesa in Valmalenco 2017 e a Minsk 2018)

### Coppa del Mondo
- Miglior piazzamento nella Coppa del Mondo di salti: 2º nel 2019 e nel 2022
- 6 podi:
  - 4 vittorie
  - 1 secondo posto
  - 1 terzo posto

#### Coppa del Mondo - vittorie
| Data            | Luogo                 | Paese       | Disciplina |
| --------------- | --------------------- | ----------- | ---------- |
| 2 marzo 2019    | Shimao Lotus Mountain | Cina        | AE         |
| 3 marzo 2019    | Shimao Lotus Mountain | Cina        | AE         |
| 5 gennaio 2022  | Le Relais             | Canada      | AE         |
| 18 gennaio 2025 | Lake Placid           | Stati Uniti | AE         |

Legenda:

AE = salti